# Ла-Сінь (Канзас)
Ла-Сінь (англ. La Cygne) — місто (англ. city) в США, в окрузі Лінн штату Канзас. Населення — 1050 осіб (2020).

## Географія
Ла-Сінь розташована за координатами 38°20′49″ пн. ш. 94°45′38″ зх. д. / 38.34694° пн. ш. 94.76056° зх. д. (38.346822, -94.760572).  За даними Бюро перепису населення США в 2010 році місто мало площу 3,97 км², з яких 3,92 км² — суходіл та 0,05 км² — водойми.

## Демографія
Згідно з переписом 2010 року, у місті мешкало 1149 осіб у 454 домогосподарствах у складі 303 родин. Густота населення становила 290 осіб/км².  Було 517 помешкань (130/км²).
Расовий склад населення:
| - 97,3 % — білих - 0,9 % — корінних американців - 0,6 % — чорних або афроамериканців - 0,2 % — азіатів |

До двох чи більше рас належало 1,0 %. Частка іспаномовних становила 1,7 % від усіх жителів.
За віковим діапазоном населення розподілялося таким чином: 28,6 % — особи молодші 18 років, 54,3 % — особи у віці 18—64 років, 17,1 % — особи у віці 65 років та старші. Медіана віку мешканця становила 37,0 року. На 100 осіб жіночої статі у місті припадало 89,6 чоловіків;  на 100 жінок у віці від 18 років та старших — 89,4 чоловіків також старших 18 років.
Середній дохід на одне домашнє господарство  становив 46 750 доларів США (медіана — 46 667), а середній дохід на одну сім'ю — 54 572 долари (медіана — 54 412). За межею бідності перебувало 11,6 % осіб, у тому числі 6,7 % дітей у віці до 18 років та 5,8 % осіб у віці 65 років та старших.
Цивільне працевлаштоване населення становило 473 особи. Основні галузі зайнятості: роздрібна торгівля — 22,2 %, освіта, охорона здоров'я та соціальна допомога — 19,9 %, будівництво — 11,2 %, транспорт — 10,6 %.